# Friedrich Leopold zu Stolberg-Stolberg
Friedrich Leopold Reichsgraf zu Stolberg-Stolberg född 7 november 1750 i Schloss Bramstedt Holstein död 5 december 1819 i Schloss Sondermühlen nära Osnabrück, tysk författare, vars tidiga diktning räknas till Sturm und Drang-litteraturen. Greve Stolberg var dessutom kyrkohistoriker. Bror till Christian zu Stolberg-Stolberg.